# Власта
Власта је чешко женско име и има значење „домовина“ или „лидер“, „вођа“. У Словенији је ово изведено име од имена Властимира и Властислава, у Хрватској од Властимила, а у Србији је ово мушко име изведено од имена Властимир.

## Имендани
Имендан у Чешкој је 23. децембра, а у Словачкој 19. фебруара.

## Популарност
Пре 1900. и од 1906. до 1920. ово име је било међу првих 1.000 у САД. У Словенији је ово име 2007. било на 129. месту по популарности.